# Seán Keating
Pour les articles homonymes, voir Keating.
Seán Keating (né John Keating à Limerick le 28 septembre 1889 et mort à Dublin le 21 décembre 1977) est un peintre irlandais romantique et réaliste qui a peint des images emblématiques de la Guerre d'indépendance irlandaise et de l'industrialisation précoce de l'Irlande. 
Il passait environ deux semaines chaque année à la fin de l'été sur les îles d'Aran à faire de nombreux portraits de gens des îles en les représentant comme des figures héroïques robustes. Cependant, il a cessé de visiter les îles d'Aran en 1965.

## Biographie
Seán Keating a étudié le dessin à la Limerick Technical School. Une bourse organisée par William Orpen lui permet ensuite d'aller à la Metropolitan School of Art de Dublin à l'âge de vingt ans étudier. Au cours des années suivantes, il a passé beaucoup de son temps sur les îles d'Aran. En 1914, Keating a remporté le prix RDS Taylor avec une peinture intitulée La réconciliation. Le prix comprenait 50 £ qui lui ont permis d'aller à Londres pour travailler comme assistant de studio d'Orpen en 1915. À la fin de 1915 ou au début de 1916, il est retourné en Irlande où il a documenté la guerre d'indépendance et la guerre civile qui a suivi. Les exemples incluent Men of the South (1921-1922) qui montre un groupe d'hommes de l'IRA prêts à tendre une embuscade à un véhicule militaire et Une Allégorie (exposée pour la première fois en 1924), dans laquelle les deux parties opposées de la guerre civile irlandaise sont enterrées dans un cercueil recouvert de couleurs tricolores au milieu des racines d'un arbre ancien. La peinture comprend un autoportrait de l'artiste.
Keating a été élu associé de la Royal Hibernian Academy (RHA) en 1918 et membre à part entière en 1923. L'une des principales réalisations de l'État libre d'Irlande dans les années 1920 a été la construction d'un générateur hydroélectrique en partenariat avec Siemens, près de Limerick. Entre 1926 et 1927, de sa propre initiative, Keating produit un nombre considérable de peintures liées à ce schéma. Il expose plusieurs de ces peintures dans les expositions de l'ORS en 1927 et 1928. La plupart sont maintenant dans la collection du Groupe ESB.
En 1936, un groupe d'éminents politiciens, artistes et mécènes de Limerick ont créé la première collection d'art de la ville de Limerick, composée de divers dons et legs. Keating faisait partie de cette initiative dirigée par des artistes pour former une galerie d'art municipale à Limerick semblable à celles qui existent déjà à Dublin et à Cork. En tant que membre pivot du comité, Keating lui-même a fait don de nombreuses œuvres à la collection qui a été exposée pour la première fois au Savoy Cinema, Limerick City, le 23 novembre 1937. Ce n'est qu'en 1948, cependant, qu'une extension à l'arrière de la bibliothèque et du musée Limerick Free devint le siège permanent de la City Collection, acquérant le nom de la Limerick Free Art Gallery. En 1985, la bibliothèque et le musée ont été transférés dans de plus grands bâtiments.
En 1939, Keating a été chargé de peindre une peinture murale pour le pavillon irlandais à l'Exposition universelle de New York. Il a été président de la Royal Hibernian Academy de 1950 à 1962 et a participé à l'exposition annuelle pendant 61 ans à partir de 1914. Keating était un peintre intellectuel dans le sens où il a consciemment entrepris d'explorer l'identité visuelle de la nation irlandaise, et ses peintures montrent un réalisme très idéalisé. Il craignait que le mouvement moderne ne conduise à une baisse des standards artistiques. Tout au long de sa carrière, il expose près de 300 œuvres à l'ORS, et également à l'Oireachtas.
Keating a épousé une militante politique, May Walsh, en 1919. Elle était un modèle fréquent pour ses peintures jusqu'à sa mort en 1965  Il meurt le 21 décembre 1977 à l' hôpital d'Adélaïde et est enterré au cimetière de Cruagh, Rathfarnham. L'exposition RHA de 1978 présentait une petite collection commémorative de son travail.
Des expositions posthumes de ses peintures ont été organisées par la Grafton Gallery de Dublin (1986) et l'Electricity Supply Board (1987). Sean Keating - The Pilgrim Soul, un documentaire présenté et écrit par son fils, le politicien Justin Keating, diffusé sur RTÉ en 1996 

## Expositionsrécentes[Quand?]
- « Seán Keating in Focus », exposition organisée par le Dr Éimear O'Connor, The Hunt Museum Limerick - avec catalogue éponyme.
- « Seán Keating: Contextes contemporains », exposition organisée par le Dr Éimear O'Connor en association avec la Crawford Gallery of Art, juin-octobre 2012 - avec le catalogue associé.
- « Sean Keating et l'ESB: Lumières et héritage », exposition organisée par le Dr Éimear O'Connor en association avec ESB, The RHA Gallery, juillet-septembre 2012 - avec le catalogue associé disponible auprès d'ESB.

## Collections

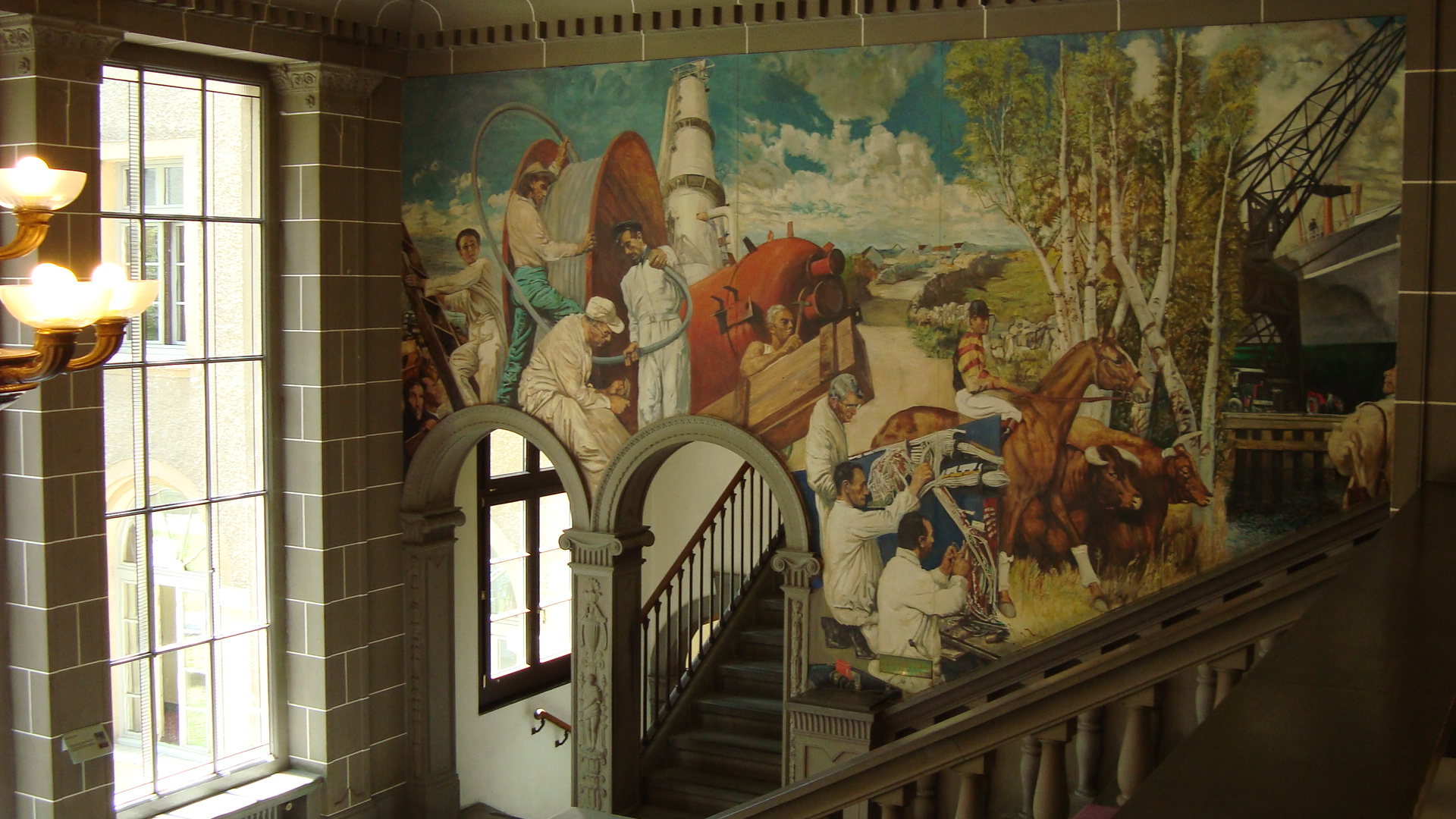
Peinture murale sur le travail (1961) au Centre William Rappard à Genève, Suisse.

- The Electrical Supply Board en Irlande.
- La National Gallery of Ireland, Dublin, y compris 
  - Une allégorie (c.1922)
- Crawford Municipal Art Gallery, Cork, y compris 
  - Les hommes du Sud (1921) [6]
- Trinity College Dublin, y compris 
  - Portrait d'Erwin Schrödinger (1956) [7]
- Limerick City Gallery of Art, Limerick, y compris 
  - The Kelp Burners, Maria, Country Dance, Simple Folk et a Self Portrait.
- Centre William Rappard
  - Peinture murale sur le travail (1961) [8]